# Elena Prokof'eva
Elena Gennad'evna Prokof'eva (in russo Елена Геннадьевна Прокофьева?; Mosca, 2 agosto 1994) è una sincronetta russa medaglia d'oro nella gara a squadre alle Olimpiadi di Rio de Janeiro 2016 e sei volte campionessa del mondo.

## Carriera
Prokof'eva ha debuttato a livello internazionale partecipando alle Universiadi di Kazan' 2013, dove ha vinto due medaglie d'oro nella gara a squadre e nel libero combinato. Lo stesso anno vince anche i suoi primi titoli mondiali ai campionati di Barcellona. Al culmine di una serie di successi, con sei titoli mondiali e tre titoli europei all'attivo, giunge la medaglia d'oro vinta alle Olimpiadi di Rio de Janeiro 2016.

## Palmarès
- Giochi olimpici

Rio de Janeiro 2016: oro nella gara a squadre.
- Mondiali di nuoto

Barcellona 2013: oro nella gara a squadre (programma libero e tecnico) e nel libero combinato.
Kazan' 2015: oro nella gara a squadre (programma libero e tecnico) e nel libero combinato.
- Europei di nuoto

Berlino 2014: oro nella gara a squadre
Londra 2016: oro nella gara a squadre (programma tecnico) e nel libero combinato.
- Universiadi

Kazan' 2013: oro nella gara a squadre e nel libero combinato.